# Olympische Winterspiele 1994/Teilnehmer (Kroatien)
| Gelbes Symbol für Goldmedaillen mit stilisierten Olympischen Ringen | Graues Symbol für Silbermedaillen mit stilisierten Olympischen Ringen | Braundes Symbol für Bronzemedaillen mit stilisierten Olympischen Ringen |
| ------------------------------------------------------------------- | --------------------------------------------------------------------- | ----------------------------------------------------------------------- |
| —                                                                   | —                                                                     | —                                                                       |

Kroatien nahm an den Olympischen Winterspielen 1994 im norwegischen Lillehammer mit einer Delegation von drei männlichen Athleten in zwei Disziplinen teil. Ein Medaillengewinn gelang keinem der Athleten.
Fahnenträger bei der Eröffnungsfeier war der Skirennläufer Vedran Pavlek.

## Teilnehmer nach Sportarten

### Ski Alpin
| Athleten      | Wettbewerbe  | 1. Lauf     | 1. Lauf | 2. Lauf     | 2. Lauf | Gesamt      | Gesamt |
| Athleten      | Wettbewerbe  | Zeit        | Rang    | Zeit        | Rang    | Zeit        | Rang   |
| ------------- | ------------ | ----------- | ------- | ----------- | ------- | ----------- | ------ |
| Männer        |              |             |         |             |         |             |        |
| Vedran Pavlek | Riesenslalom | 1:32,13 min | 32      | 1:26,78 min | 27      | 2:58,91 min | 27     |
| Vedran Pavlek | Slalom       | DNF         | DNF     | DNF         | DNF     | DNF         | DNF    |
| Vedran Pavlek | Super-G      | —           | —       | —           | —       | 1:38,51 min | 41     |

### Skilanglauf
| Athleten       | Wettbewerbe      | Zeit        | Rang |
| -------------- | ---------------- | ----------- | ---- |
| Männer         |                  |             |      |
| Antonio Rački  | 10 km klassisch  | 28:58,6 min | 79   |
| Antonio Rački  | 15 km Verfolgung | 48:18,8 min | 71   |
| Antonio Rački  | 30 km Freistil   | 1:25:42,4 h | 62   |
| Antonio Rački  | 50 km klassisch  | 2:23:23,4 h | 52   |
| Siniša Vukonić | 10 km klassisch  | 27:17,5 min | 56   |
| Siniša Vukonić | 15 km Verfolgung | 42:25,3 min | 44   |
| Siniša Vukonić | 30 km Freistil   | 1:21:57,2 h | 44   |
| Siniša Vukonić | 50 km klassisch  | 2:24:12,6 h | 54   |